# Awogue
Awogue (アウォーグ, Awōgu, parfois orthographié Aworg), également appelé Awogue: Hero in the Sky ou Aworg: Hero in the Sky ou simplement Hero in the Sky, est un jeu vidéo d'action sorti en 1991 sur Sega Meganet, le modem de la Mega Drive, uniquement au Japon. Le jeu a été développé et édité par Sega.
Non disponible sur support cartouche du fait qu'il ait été proposé via le service en ligne de la Mega Drive, Awogue n'est désormais jouable qu'à travers les compilations sur lesquelles il a été réédité, ainsi que sur les versions japonaise, coréenne et chinoise de la Mega Drive Mini.

## Scénario
Le malfaisant Hellbreeze a envahi le ciel. Awogue, super-héros doté du pouvoir de manipuler le vent grâce à sa combinaison cybernétique, a pour mission de l'arrêter.

## Système de jeu

### Généralités
Awogue est un jeu d'action à défilement dans lequel le joueur contrôle un héros qui vole et flotte constamment : Awogue peut se déplacer librement à l'aide de ses réacteurs, lesquels le propulsent dans différentes directions tout en tirant une bouffée d'air dans la direction opposée. À l'instar de Gravitar et Sub-Terrania, le joueur doit donc lutter contre l'inertie et la gravité pour empêcher le héros de percuter des pointes ou ses ennemis. Cette action constitue son attaque de base ; il peut également effectuer des attaques précipitées, ainsi qu'un mouvement spécial appelé Rolling Awogue, lequel infligera des dégâts importants sur ses adversaires mais épuisera ses pouvoirs.

### Objectif
Dans chaque niveau, Awogue doit collecter trois clefs afin d'ouvrir la porte vers l'étape suivante, tout en repoussant ses ennemis et en évitant les divers dangers.

## Accueil
Sega-16 décrit Awogue  comme un jeu « assez audacieux » qui « aurait probablement bien marché s'il était sorti sur cartouche » en dehors du Japon, soulignant ses qualités graphiques pour l'époque, avec « de beaux nuages qui se déplacent, dont certains font un travail correct de simulation de transparence, et Aworg et ses ennemis sont propres et détaillés » ; le site américain déclare néanmoins que « [l]e plus grand atout d'Aworg est sa conception de niveaux. Les étapes sont très habilement réalisées, et elles offrent beaucoup de défis. Aucune d'entre elles n'est conçue pour être grand public ou extrêmement difficile, et déduire la bonne tactique peut souvent rendre une section apparemment impossible très facile. ».
En revanche, la partie audio est sévèrement critiquée, celle-ci ne comportant qu'« une seule mélodie jouée encore et encore », laquelle « étouffe les quelques effets sonores présents » ; Sega-16 déplore également que « les factures de téléphone des joueurs aient rendu la chose si chère à jouer ! ».

## Rééditions
Awogue a été réédité dans les compilations de jeux Sega Games Can Vol. 2, sortie au Japon le 18 mars 1994 sur Mega-CD, et Game no Kanzume: Otokuyō, sortie au Japon le 1er juin 1995 sur Mega Drive.
Le jeu fait également partie des titres disponibles sur les versions japonaise, coréenne et chinoise de la Mega Drive Mini, sorties le 19 septembre 2019, celles-ci comportant la compilation Game no Kanzume: Otokuyō.